# L'Armentera
L'Armentera est une commune d'Espagne dans la communauté autonome de Catalogne, province de Gérone, de la comarque d'Alt Empordà.

## Géographie
L'Armentera est une commune située près de la Méditerranée.

## Histoire
Le 8 février 1939, L'Armentera est occupée par les troupes franquistes.

## Culture locale et patrimoine

### Lieux et monuments
- Can Moret, maison du XVIIe siècle ;
- Can Muñoz, maison du XIXe siècle ;
- Can Sellarès, maison du XVIIe siècle ;
- L'église Sant-Martin, construite au XIXe siècle ;
- Le moulin, construit au XVIIIe siècle.

### Personnalités liées à la commune
- Alexandre Deulofeu (1903-1978) : politicien et philosophe né à L'Armentera.